# Губеревац (Кнић)
Губеревац је насеље у Србији у општини Кнић у Шумадијском округу. Према попису из 2022. има 510 становника (према попису из 2011. било је 702 становника).

## Демографија
У насељу Губеревац живи 663 пунолетна становника, а просечна старост становништва износи 45,4 година (45,0 код мушкараца и 45,9 код жена). У насељу има 281 домаћинство, а просечан број чланова по домаћинству је 2,81.
Ово насеље је великим делом насељено Србима (према попису из 2002. године).
|  |

| Демографија | Демографија | Демографија |
| Година      | Становника  | Становника  |
| ----------- | ----------- | ----------- |
| 1948.       | 1.265       |             |
| 1953.       | 1.221       |             |
| 1961.       | 1.223       |             |
| 1971.       | 1.223       |             |
| 1981.       | 1.089       |             |
| 1991.       | 958         | 939         |
| 2002.       | 790         | 807         |
| 2011.       | 702         |             |
| 2022.       | 510         |             |

| Етнички састав према попису из 2002.‍ | Етнички састав према попису из 2002.‍ | Етнички састав према попису из 2002.‍ | Етнички састав према попису из 2002.‍ | Етнички састав према попису из 2002.‍ |
| ------------------------------------ | ------------------------------------ | ------------------------------------ | ------------------------------------ | ------------------------------------ |
|                                      |                                      |                                      |                                      |                                      |
| Срби                                 | Срби                                 |                                      | 782                                  | 98,98%                               |
| Црногорци                            | Црногорци                            |                                      | 4                                    | 0,50%                                |
| непознато                            | непознато                            |                                      | 2                                    | 0,25%                                |

| Година пописа     | 1948. | 1953. | 1961. | 1971. | 1981. | 1991. | 2002. |
| ----------------- | ----- | ----- | ----- | ----- | ----- | ----- | ----- |
| Број домаћинстава | 247   | 249   | 296   | 324   | 327   | 308   | 281   |

| Број чланова      | 1  | 2  | 3  | 4  | 5  | 6  | 7 | 8 | 9 | 10 и више | Просек |
| ----------------- | -- | -- | -- | -- | -- | -- | - | - | - | --------- | ------ |
| Број домаћинстава | 75 | 85 | 30 | 38 | 28 | 16 | 6 | 2 | 1 | 0         | 2,81   |

| Пол    | Укупно | Неожењен/Неудата | Ожењен/Удата | Удовац/Удовица | Разведен/Разведена | Непознато |
| ------ | ------ | ---------------- | ------------ | -------------- | ------------------ | --------- |
| Мушки  | 339    | 92               | 212          | 22             | 11                 | 2         |
| Женски | 349    | 53               | 209          | 81             | 5                  | 1         |
| УКУПНО | 688    | 145              | 421          | 103            | 16                 | 3         |

| Пол    | Укупно                    | Пољопривреда, лов и шумарство | Рибарство                            | Вађење руде и камена | Прерађивачка индустрија       |
| ------ | ------------------------- | ----------------------------- | ------------------------------------ | -------------------- | ----------------------------- |
| Мушки  | 144                       | 54                            | 0                                    | 0                    | 48                            |
| Женски | 81                        | 50                            | 0                                    | 0                    | 10                            |
| УКУПНО | 225                       | 104                           | 0                                    | 0                    | 58                            |
| Пол    | Производња и снабдевање   | Грађевинарство                | Трговина                             | Хотели и ресторани   | Саобраћај, складиштење и везе |
| Мушки  | 3                         | 4                             | 5                                    | 2                    | 10                            |
| Женски | 0                         | 0                             | 5                                    | 0                    | 1                             |
| УКУПНО | 3                         | 4                             | 10                                   | 2                    | 11                            |
| Пол    | Финансијско посредовање   | Некретнине                    | Државна управа и одбрана             | Образовање           | Здравствени и социјални рад   |
| Мушки  | 0                         | 2                             | 9                                    | 1                    | 2                             |
| Женски | 1                         | 2                             | 1                                    | 4                    | 6                             |
| УКУПНО | 1                         | 4                             | 10                                   | 5                    | 8                             |
| Пол    | Остале услужне активности | Приватна домаћинства          | Екстериторијалне организације и тела | Непознато            | Непознато                     |
| Мушки  | 1                         | 0                             | 0                                    | 3                    | 3                             |
| Женски | 1                         | 0                             | 0                                    | 0                    | 0                             |
| УКУПНО | 2                         | 0                             | 0                                    | 3                    | 3                             |